# Церква Святої Параскеви (Буськ)
Це́рква Свято́ї Параскеви — дерев'яна сакральна споруда в місті Буськ, Львівська область. Розташована в історичному передмісті Довга Сторона в північно-східній частині міста.
Храм внесено до реєстру пам'яток архітектури національного значення під охоронним номером 441/1. Церква не є постійно діючою.

## Історія
Збудована в 1708 році в передмісті Довга Сторона (сьогодні — вулиця Шашкевича).
Наприкінці XVIII століття невідомий народний майстер розмалював барабан і верхню частину стін.
Перша перебудова церкви відбулась у 1807 році, коли було піднято стіни вівтарного зрубу задля встановлення нового більш високого вівтаря. У 1833 році добудовано бабинець. В тому ж році художник Василь Леонтович розписав стіни інтер'єру. У 1889—1890 роках храмовий живопис оновив художник М. Сірський. На початку ХХ століття з північного боку вівтаря було прибудовано ризницю. У 1963 році церкві надано статус пам'ятки архітектури. У 1983 було проведено відновлювально-реставраційні роботи за проектом Івана Могитича та Володимира Швеця. Після реставрації храм набув первісного вигляду.
Сьогодні церква перебуває в аварійному стані. У 2007 році храм навіть було відімкнено від електропостачання, щоб уникнути можливої пожежі від електричного замикання. Потребує заміни ґонтове покриття даху, а також частина брусів, які або прогнили, або сильно понищені шкідниками, через що в стінах утворились отвори і щілини, а сама церква трохи похилилась. У 2007 році було виготовлено проектно-кошторисну документацію на відновлення храму, проте кошти на реставрацію так і не було виділено.
У 1860 році парохом церкви призначено о. Омеляна Петрушевича, батька президента Західноукраїнської Народної Республіки Євгена Петрушевича. Ймовірно, що саме в цьому храмі був хрещений майбутній громадсько-політичний діяч та президент ЗУНР.

## Опис
Храм зведено за канонами народної архітектури галицької школи. Це дерев'яна двозрубна одноверха церква. Побудована з соснових брусів. Належить до рідкісного типу центричних споруд, що нагадують своєю планово-просторовою структурою ротонду. Центральний восьмигранний зруб витягнутий по осі схід-захід, до нього зі сходу примикає гранований пятистінний зруб. Центральний об'єм перекритий восьмигранним шатровим верхом, який поставлено на восьмерик з двома заломами і завершено сліпим ліхтарем. Центральний і східний зруби оточені піддашшям на приставних кронштейнах. Покриття ґонтове. Хори розміщені в центральному зрубі над аркою.